# Sol (colloïde)
Pour les articles homonymes, voir sol.
Le sol est une dispersion stable de particules colloïdales (1 à 1 000 nanomètres de diamètre) dans un liquide et dans laquelle le système paraît de prime abord être constitué d'une seule phase liquide homogène.
Le sol est lyophobe : il n'a pas d'affinité avec un solvant.
Il peut être préparé par dispersion ou condensation. Les techniques de dispersion incluent le broyage de solides à des dimensions colloïdales avec un moulin à billes (sec/humide) et la méthode de l'arc de Beidig. Les méthodes de condensation ou de floculation consistent à faire sortir les particules colloïdales de la solution, soit par addition d'un agent floculant (sel), soit en changeant la température. La stabilité des sols préparés peut être maintenue en ajoutant des agents dispersants.
Si l'eau est la phase continue, le système est appelé hydrosol. Le terme sol est également appliqué au milieu de dispersion d'une suspension colloïdale.